# Білкомур
Білкомур (Біле море — Комі — Урал) — планована залізнична магістраль, яка безпосередньо з'єднає Солікамськ, Гайне, Сиктивкар і Архангельськ.
Залізниця з'єднає регіони Сибіру й Уралу з портами в Архангельську і Мурманську, скоротивши цей шлях на 800 км. Білкомур допоможе розвантажити існуючі Горьківську, Свердловську, Північну і Жовтневу залізниці. Приблизний термін закінчення будівництва і початку експлуатації магістралі — 2012—2013 роки. З початку будівництва на травень 2008 року прокладено 30 км залізниці. Вартість зведення Білкомура оцінюється в 100 млрд рублів, з них будівництво Південної ділянки «Солікамськ-Сиктивкар» довжиною 580 км — близько 75 млрд рублів, Північної ділянки «Карпогори — Вендинга» довжиною 215 км — 25 млрд рублей. — 25 млрд рублів. Оператор проекту — ВАТ «Міжрегіональна компанія „Білкомур“».
У грудні 2008 року було повідомлено, що через нестачу коштів у головного інвестора — ВАТ «РЖД» будівництво «Білкомур» відкладено на 2016—2030 роки.